# Sapareva Baňa
Sapareva Baňa (bulharsky Сапарева баня) je město ležící v západním Bulharsku, v údolí mezi pohořími Rila a Verila. Je správním střediskem stejnojmenné obštiny a má zhruba 4 tisíce obyvatel. Vyvěrá zde největší pravý gejzír na kontinentální Evropě (104 °C).

## Historie
Místo bylo osídleno již v pravěku, a to nepřetržitě od neolitu do eneolitu. Nejstarší zaznamenané sídlo se nazývalo Germanía, což pochází z thráckého kořene germ-, ve významu horký (podobně anglicky warm nebo řecky θερμ-). Tento název se dochoval v názvu zde protékající říčky Džerman (Джерман). Thrácká minulost je doložena četnými archeologickými vykopávkami. Pod původním jménem je připomínáno ještě v roce 1153 jako „velkolepé město”.
Po porážce Bulharska a začlenění do Osmanské říše bylo původní obyvatelstvo vyhnáno do nedalekého suchého údolí a tato ves se pak podle nich zprvu nazývala Bılgarino, ale v berním soupisu z roku 1576 se už uvádí jako Çiparova. Město zabrali vítězové a zřídili zde vojenskou posádku. Cestovatel Evlija Čelebi ho v roce 1662 zaznamenal jako město Nahiya  se 300 domy a smíšeným muslimským a křesťanským obyvatelstvem. Nicméně po celou dobu osmanské nadvlády byla obě sídla uváděna jako jediná správní jednotka.
Postupem doby docházelo k demografickým změnám a v polovině 19. století nabylo bulharské obyvatelstvo i ekonomické převahy. V roce 1864 vybudovali Saparevský kanál, který v délce 14 km přiváděl vodu z Černého Iskăru. Po rusko-turecké válce se obec stala součástí Bulharského knížectví a bezprostředně poté byla rozdělena na dvě vsi (Saparevo a Gorna Baňa). V roce 1943 byla Gorna Baňa přejmenována na současný název a od  50. let k ní byly připojovány sousední obce. V roce 1974 k ní bylo připojeno i Saparevo a téhož roku získala statut města. Saparevo se od města znovu oddělilo v roce 1986.

## Obyvatelstvo
Ve městě žije 4 067 obyvatel a je zde trvale hlášeno 4 121 obyvatel. Podle sčítání 1. února 2011 bylo národnostní složení následující:
- Bulhaři: 3 533 (95.8 %)
- Romové: 153 (4.1 %)
- ostatní: 3 (0.1 %)